# (31119) 1997 RP1
1997 أر بي 1 (ويعرف أيضًا باسم (31119) 1997 أر بي 1 وفق تسمية الكوكب الصغير) (بالإنجليزية: 1997 RP1)‏ هو كويكب ضمن حزام الكويكبات؛ وترتيبه 31119 من حيث الاكتشاف.
اكتُشف هذا الجُرم الفلكي بواسطة تاكيشي أوراتا ‏ في 3 سبتمبر 1997.

## وصلات خارجية
- (31119) 1997 RP1 في قاعدة بيانات مختبر الدفع النفاث لأجرام النظام الشمسي الصغيرة

- الاكتشاف · مخطط المدار ·  العناصر المدارية · المعلمات المادية

- (31119) 1997 RP1 على موقع ويكي سكاي: DSS2, SDSS, GALEX, IRAS, Hydrogen α, X-Ray, Astrophoto, Sky Map, Articles and images